# Perú Acción
Perú Acción es un partido político peruano de centro derecha menor. Fue fundado como Perú Nación el 28 de noviembre de 2015 por el excongresista Francisco Diez Canseco.

## Historia
El partido participó inicialmente en las elecciones generales del 2016, pero retiró su candidatura presidencial y las listas del Congreso diez días antes de las elecciones, en medio del riesgo de no superar el umbral electoral.
En las elecciones legislativas celebradas el 26 de enero de 2020, el partido obtuvo el 1,4% del voto popular pero ningún escaño en el Congreso de la República, ubicándose en el puesto 21 de las 22 listas parlamentarias participantes.
Se confirmó que participarían en las elecciones generales de Perú de 2021, con el que se postulaba a Francisco Diez Canseco como candidato presidencial, junto a Nancy Cáceres y Manuel Salazar como vicepresidentes. La plancha presidencial no fue admitida debido a que no cumplieron con el plazo para inscribirse a tiempo en las elecciones.
A finales del 2021, el partido formaría una alianza con los partidos Renovación Popular y Perú Patria Segura para participar en las elecciones regionales y municipales del 2022.
En 2023, el partido cambia de nombre a Perú Acción  y en Julio del mismo año el partido obtiene su inscripción en el Registro de Organizaciones Políticas (ROP) del Jurado Nacional de Elecciones (JNE) con miras de participar en los comicios del 2026.

## Polémica por sus siglas
En las elecciones regionales del Cuzco de 2018, el candidato César Zubiante fue blanco de críticas luego de que su spot publicitario mostrara a simpatizantes con nombres extraños mandando a votar por el "PN" pronunciada de forma en alusión al pene, órgano reproductor masculino. Este spot había sido robado de un sketch del programa mexicano ¡Que importa!
En las elecciones municipales de Lima de 2018, la exvedette Monique Pardo participó de un spot publicitario para el candidato Enrique Ocrospoma, donde la expresión "marca el pene [Pe Ene]" se volvió viral. Los usuarios de las redes sociales criticaron las frases de doble sentido utilizadas en ese spot.
|                          |
| Logo del partido en 2016 |

|                                     |
| Logo del partido de 2016 hasta 2021 |

## Resultados electorales

### Elecciones generales
| Año  | Fórmula presidencial | Fórmula presidencial   | Fórmula presidencial | Fórmula presidencial | Votos | %               | Resultado                                     | Notas                                        |
| Año  | Presidente           | Presidente             | Vicepresidentes      | Vicepresidentes      | Votos | %               | Resultado                                     | Notas                                        |
| ---- | -------------------- | ---------------------- | -------------------- | -------------------- | ----- | --------------- | --------------------------------------------- | -------------------------------------------- |
| 2016 |                      | Francisco Diez Canseco | 1.º                  | Claudio Zolla        | N/D   | N/D             | N/D                                           | Decidió retirar su candidatura presidencial. |
| 2016 | 2.º                  | Francisco Diez Canseco | Margarita Gamboa     |                      | N/D   | N/D             | N/D                                           | Decidió retirar su candidatura presidencial. |
| 2021 | 1.º                  | Francisco Diez Canseco | Nancy Cáceres        | N/D                  | N/D   | N/D             | No se inscribió a tiempo para las elecciones. |                                              |
| 2021 | 2.º                  | Francisco Diez Canseco | Manuel Salazar       | N/D                  | N/D   | N/D             | No se inscribió a tiempo para las elecciones. |                                              |
| 2026 |                      | Por definir            | 1.º                  | Por definir          |       | \| \| 0.00 % \| |                                               |                                              |
| 2026 | 2.º                  | Por definir            | Por definir          |                      |       | \| \| 0.00 % \| |                                               |                                              |
|      | 0.00 %               |                        |                      |                      |       |                 |                                               |                                              |

### Elecciones parlamentarias

#### Congreso unicameral
| Año  | Congresistas | Congresistas    | Congresistas | Posición | Notas                                                     |
| Año  | Votos        | %               | Escaños      | Posición | Notas                                                     |
| ---- | ------------ | --------------- | ------------ | -------- | --------------------------------------------------------- |
| 2016 | N/D          | N/D             | 0/130        | N/D      | El 29 de marzo de 2016 se retiró las listas del Congreso. |
| 2020 | 206 128      | \| \| 1.39 % \| | 0/130        | 20.º     | Elecciones extraordinarias.                               |
| 2021 | TBD          | TBD             | TBD          | TBD      | No participaron en estas elecciones.                      |
|      | 1.39 %       |                 |              |          |                                                           |

#### Congreso bicameral
| Año  | Senado | Senado | Senado  | Senado   | Cámara de Diputados | Cámara de Diputados | Cámara de Diputados | Cámara de Diputados | Notas |
| Año  | Votos  | %      | Escaños | Posición | Votos               | %                   | Escaños             | Posición            | Notas |
| ---- | ------ | ------ | ------- | -------- | ------------------- | ------------------- | ------------------- | ------------------- | ----- |
| 2026 |        |        | 0/60    |          |                     |                     | 0/130               |                     |       |

### Elecciones regionales y municipales
| Año  | Gobiernos Regionales                           | Alcaldías Provinciales                         | Alcaldías Distritales                          |
| Año  | Representantes                                 | Representantes                                 | Representantes                                 |
| ---- | ---------------------------------------------- | ---------------------------------------------- | ---------------------------------------------- |
| 2018 | 0/25                                           | 0/196                                          | 1/1874                                         |
| 2022 | Participaron en alianza con Renovación Popular | Participaron en alianza con Renovación Popular | Participaron en alianza con Renovación Popular |
| 2026 | 0/25                                           | 0/196                                          | 0/1874                                         |